# Menceyato di Icode

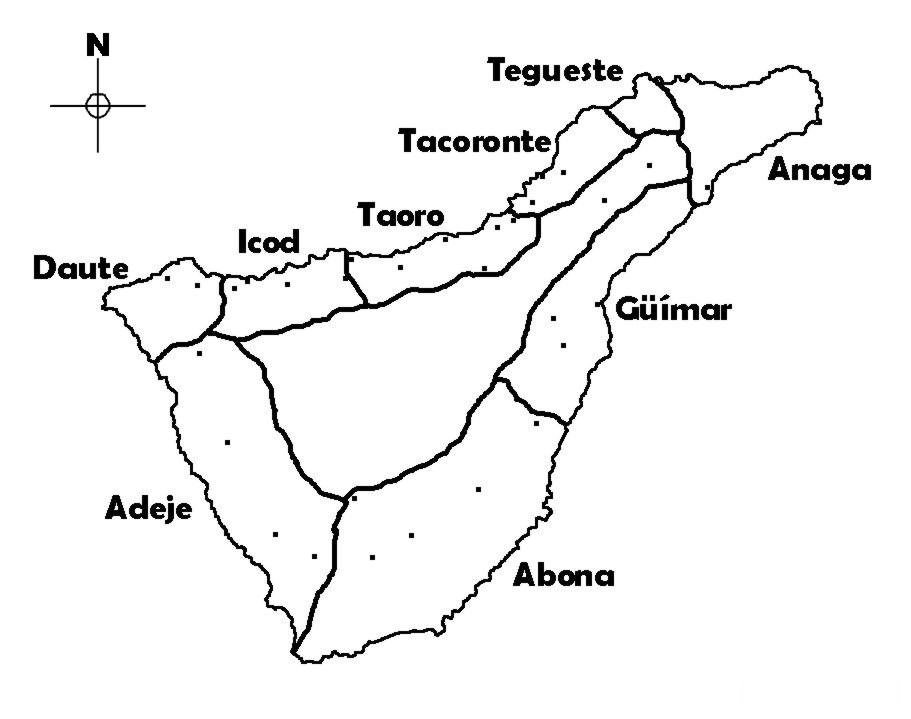
Menceyatos di Tenerife

Il Menceyato di Icode era una delle nove demarcazioni territoriali in cui i guanci avevano diviso l'isola di Tenerife nelle isole Canarie, al momento della conquista della Corona di Castiglia nel XV secolo.
Era situato nel nord-ovest dell'isola. Ha occupato i comuni di El Tanque, La Guancha, Icod de los Vinos e parte di Garachico.
I suoi conosciuti menceyes (re guanci) erano Chincanairo e Pelicar.